# Andreja Gomboc
Andreja Gomboc (née le 10 novembre 1969) est une astrophysicienne slovène.

## Biographie
Andreja Gomboc est née le 10 novembre 1969 à Murska Sobota, en Slovénie.
Andreja Gomboc a obtenu son diplôme en 1995 à la Faculté de Mathématiques et de Physique de Ljubljana (sl) (FMF) de l'université de Ljubljana avec un travail de diplôme intitulé L'apparition d'une étoile tombant dans un trou noir (Kako je videti padec zvezde v črno luknjo.).
De 1995 à 2001, elle a été étudiante de troisième cycle en physique à la FMF et également assistante d'enseignement. Elle a obtenu son doctorat en soutenant la thèse intitulée Changements rapides de luminosité dus à l'interaction avec un trou noir (Hitre spremembe izseva ob interakciji s črno luknjo), qu'elle a préparée sous la direction d'Andrej Čadež (en). Dans sa thèse, elle a traité de la perturbation des étoiles par les marées lors d'une rencontre rapprochée avec un trou noir supermassif dans un bulbe galactique. Après avoir obtenu son doctorat, elle est devenue membre du département de physique de la FMF, où elle a été professeure associée d'astronomie et d'astrophysique et a enseigné les matières suivantes : astrophysique, astronomie 2, astrophysique théorique, astrophysique des étoiles et de la galaxie, sujets choisis en astrophysique et physique des particules. De 2008 à 2014, elle a donné des cours d'astronomie à la Faculté des sciences de l'éducation de Ljubljana (PeF). Depuis l'automne 2015, elle est professeur titulaire d'astronomie à l'université de Nova Gorica.
Pour sa thèse de doctorat, elle a reçu le prix de recherche Pomurje en 2002.
De 2002 à 2004, elle a été chercheuse postdoctorale Marie Curie à l'Institut de recherche en astrophysique (en) (ARI) de l'université de Liverpool John-Moores, en Angleterre,. Elle s'est alors impliquée dans un projet de recherche pour l'observation des rémanences optiques des sursauts gamma avec les trois plus grands télescopes robotisés : le télescope de Liverpool à l'observatoire du Roque de los Muchachos à La Palma, le télescope Faulkes nord à Hawaï et le télescope Faulkes sud en Australie,. Le groupe GRB de l'ARI, à l'université de Liverpool John-Moores, parmi lequel Andreja Gomboc est également membre, a reçu le prix Times Higher pour le projet de recherche de l'année 2007 du Times Higher Education,. Le jury a récompensé l'excellent travail d'équipe et les résultats de mesure de la polarisation de la rémanence optique, publiés dans Science. Entre autres publications, elle est également co-auteur de deux articles dans Science et de trois articles dans Nature.
En janvier 2010, elle a prononcé une conférence intitulée Nous et l'univers (Vesolje in mi) à l'Assemblée nationale de la République de Slovénie dans le cadre du projet « Récolter les connaissances ».
Elle est membre de la mission Gaia, lancée par l'ESA en 2013. La mission Gaia mesure les distances et les vitesses radiales d'environ un milliard d'étoiles dans notre Galaxie.
Entre 2011 et 2014, elle a été responsable du projet de l'ESA nommé Relativistic Global Navigation System.
Ses domaines de recherche sont l'astronomie et l'astrophysique, la relativité générale, les trous noirs, les sursauts gamma, la rotation stellaire et les fréquences de rotation des étoiles symbiotiques.
Elle publie des articles de vulgarisation scientifique sur l'astronomie et l'astrophysique dans la revue astronomique slovène Spika. Elle est la fondatrice et rédactrice du portail Web Portal v vesolje.
Au cours de l'Année mondiale de l'astronomie (AIA), elle a été le point de contact unique et la coordinatrice pour la Slovénie. Parmi les autres activités de l'AIA, elle a initié et organisé l'exposition d'astrophotographies From Earth to the Universe sur la promenade Jakopič dans le parc municipal de Tivoli à Ljubljana, l'exposition itinérante From Earth to the Universe, les journées portes ouvertes à l'observatoire astronomique et géophysique de Golovec (sl) (AGO) et d'autres. Elle a également été co-éditrice des actes de l'atelier Slovenia and Space – yesterday, today and tomorrow et du catalogue de l'exposition From Earth to the Universe. Elle a reçu le prix Prometheus of Science 2007 (Prometej znanosti 2007) pour la coédition de la monographie Physique, ma profession – Vie et travail de nos femmes physiciennes (Fizika, moj poklic – življenje in delo naših fizičark) et le prix Prometheus of Science 2009 (pour avoir dirigé le comité d'organisation de l'AIA en Slovénie),.
Elle est présidente du comité national du concours d'astronomie organisé depuis 2009 par la Société des mathématiciens, physiciens et astronomes de Slovénie. Andreja Gomboc est membre de la Marie Curie Fellows Organization, PAZU, de la Société européenne d'astronomie (EAS) et de l'Union astronomique internationale (UAI).
En 2015, elle a reçu le certificat de reconnaissance Zois (sl), un prix d'État slovène, pour ses résultats de recherche importants concernant les sursauts gamma.
En 2016, elle a organisé le symposium astronomique nommé New Frontiers in Black Hole Astrophysics, le premier symposium de l'Union astronomique internationale en Slovénie.

## Lectures complémentaires
- (sl) Janez Strnad et Tomaž Sajovic, « Dr. Andreja Gomboc, astrofizičarka », Proteus 74/1,‎ septembre 2011 (ISSN 0033-1805)